# هاك ويلسون
هاك ويلسون (بالإنجليزية: Hack Wilson) هو لاعب كرة قاعدة أمريكي، ولد في 26 أبريل 1900 في بنسيلفانيا في الولايات المتحدة، وتوفي في 23 نوفمبر 1948 في بالتيمور في الولايات المتحدة.

## وصلات خارجية
- هاك ويلسون على موقع دوري كرة القاعدة الرئيسي (الإنجليزية)
- هاك ويلسون على موقعبيزبول رفرنس.كوم (الدوري الرئيسي) (الإنجليزية)
- هاك ويلسون على موقعبيزبول رفرنس.كوم (الدوري الثانوي) (الإنجليزية)
- هاك ويلسون على موقع مشجعي الرسوم البيانية (الإنجليزية)
- هاك ويلسون على موقع قاعة مشاهير كرة القاعدة (الإنجليزية)
- هاك ويلسون على موقع IMDb (الإنجليزية)
- هاك ويلسون على موقع إن إن دي بي (الإنجليزية)